# Boxe nos Jogos Olímpicos de Verão de 2012 - Qualificação
As competições que qualificarão os atletas para os eventos do boxe dos Jogos Olímpicos de Verão de 2012 serão o Campeonato da Série Mundial de Boxe Amador Masculino de 2011, o Campeonato Mundial de Boxe Amador Masculino de 2011 e os Eventos Olímpicos Qualificatórios, para os homens e o Campeonato Mundial de Boxe Amador Feminino de 2012, para as mulheres.
| NOC                | Masculino | Masculino | Masculino | Masculino | Masculino | Masculino | Masculino | Masculino | Masculino | Masculino | Femininos | Femininos | Femininos | Total |
| NOC                | 49 kg     | 52 kg     | 56 kg     | 60 kg     | 64 kg     | 69 kg     | 75 kg     | 81 kg     | 91 kg     | +91 kg    | 51 kg     | 60 kg     | 75 kg     | Total |
| ------------------ | --------- | --------- | --------- | --------- | --------- | --------- | --------- | --------- | --------- | --------- | --------- | --------- | --------- | ----- |
| Argélia ALG        |           |           | X         |           |           |           |           | X         |           |           |           |           |           | 2     |
| Armênia ARM        |           |           |           |           |           |           | X         |           |           |           |           |           |           | 1     |
| Austrália AUS      |           |           |           |           |           |           |           | X         |           |           |           |           |           | 1     |
| Azerbaijão AZE     |           | X         |           |           | X         |           | X         |           | X         | X         |           |           |           | 5     |
| Bielorrússia BLR   |           |           |           |           |           |           |           |           | X         |           |           |           |           | 1     |
| Brasil BRA         |           |           |           | X         | X         |           | X         |           |           |           |           |           |           | 3     |
| Bulgária BUL       |           |           | X         |           |           |           |           |           |           |           |           |           |           | 1     |
| China CHN          | X         |           |           |           |           |           |           | X         | X         |           |           |           |           | 3     |
| Colômbia COL       |           |           |           |           |           |           |           | X         |           |           |           |           |           | 1     |
| Coreia do Sul KOR  | X         |           |           | X         |           |           |           |           |           |           |           |           |           | 2     |
| Cuba CUB           | X         | X         | X         | X         |           |           |           | X         | X         | X         |           |           |           | 7     |
| Estados Unidos USA |           | X         | X         |           |           | X         |           |           |           |           |           |           |           | 3     |
| Espanha ESP        | X         |           |           |           | X         |           |           |           |           |           |           |           |           | 2     |
| Filipinas PHI      | X         |           |           |           |           |           |           |           |           |           |           |           |           | 1     |
| França FRA         | X         |           |           | X         |           | X         |           |           |           |           |           |           |           | 3     |
| Alemanha GER       |           |           |           |           |           |           | X         | X         |           | X         |           |           |           | 3     |
| Grã-Bretanha GBR   |           | X         | X         |           | X         | X         |           |           |           | X         |           |           |           | 5     |
| Hungria HUN        |           |           |           | X         | X         |           | X         |           |           |           |           |           |           | 3     |
| Índia IND          | X         |           |           | X         | X         | X         |           |           |           |           |           |           |           | 4     |
| Irã IRI            |           |           |           |           |           |           |           | X         |           |           |           |           |           | 1     |
| Irlanda IRL        |           | X         | X         |           |           |           | X         |           |           |           |           |           |           | 3     |
| Itália ITA         |           | X         | X         | X         | X         |           |           |           | X         | X         |           |           |           | 6     |
| Japão JPN          |           |           |           |           |           | X         | X         |           |           |           |           |           |           | 2     |
| Cazaquistão KAZ    |           |           | X         | X         |           | X         | X         | X         |           | X         |           |           |           | 6     |
| Lituânia LTU       |           |           |           |           |           | X         |           |           |           |           |           |           |           | 1     |
| Moldávia MDA       |           |           |           |           |           | X         |           |           |           |           |           |           |           | 1     |
| Mongólia MGL       | X         |           |           |           | X         |           |           |           |           |           |           |           |           | 2     |
| Romênia ROU        |           |           |           |           |           |           | X         |           |           |           |           |           |           | 1     |
| Rússia RUS         | X         | X         | X         |           |           | X         |           | X         | X         |           |           |           |           | 6     |
| Sérvia SRB         |           |           |           |           |           |           | X         |           |           |           |           |           |           | 1     |
| Suécia SWE         |           |           |           |           | X         |           |           |           |           |           |           |           |           | 1     |
| Tajiquistão TJK    |           |           | X         |           |           |           |           |           |           |           |           |           |           | 1     |
| Tailândia THA      | X         | X         |           | X         |           |           |           |           |           |           |           |           |           | 3     |
| Ucrânia UKR        |           |           |           | X         | X         | X         | X         | X         | X         |           |           |           |           | 6     |
| Uzbequistão UZB    |           | X         | X         | X         |           |           |           | X         |           |           |           |           |           | 4     |
| Total: 35 NOCs     | 10        | 9         | 11        | 11        | 10        | 10        | 11        | 11        | 7         | 6         | 0         | 0         | 0         | 96    |

## Eventos Classificatórios
| Evento                                          | Data                                  | Local                  |
| ----------------------------------------------- | ------------------------------------- | ---------------------- |
| Campeonato da Série Mundial de Boxe             | 27 e 28 de maio de 2011               | Guizhou, China         |
| Campeonato Mundial de Boxe Amador 2011          | 26 de setembro a 8 de outubro de 2011 | Baku, Azerbaijão       |
| Evento Olímpico Qualificatório – Oceania        | 20 a 26 de março de 2012              | Camberra, Austrália    |
| Evento Olímpico Qualificatório – Ásia           | 4 a 13 de abril de 2012               | Astana, Cazaquistão    |
| Evento Olímpico Qualificatório – Europa         | 13 a 22 de abril de 2012              | Trabzon, Turquia       |
| Evento Olímpico Qualificatório – África         | 27 de abril a 6 de maio de 2012       | Casablanca, Marrocos   |
| Evento Olímpico Qualificatório – América        | 4 a 13 de maio de 2012                | Rio de Janeiro, Brasil |
| Campeonato Mundial de Boxe Amador Feminino 2012 | 9 a 20 de maio de 2012                | Chongqing, China       |

### Masculino
Sistema de classificação olímpica  por continente e por peso
| Peso   | África | América | Ásia  | Europa | Oceania | Total |
| ------ | ------ | ------- | ----- | ------ | ------- | ----- |
| 49 kg  | 6      | 4 (1)   | 6     | 8      | 1       | 26    |
| 52 kg  | 6      | 4 (1)   | 6     | 8      | 1       | 26    |
| 56 kg  | 6      | 6       | 6     | 9      | 1       | 28    |
| 60 kg  | 6      | 6       | 6 (1) | 8      | 1       | 28    |
| 64 kg  | 6      | 6       | 6     | 8 (1)  | 1       | 28    |
| 69 kg  | 6      | 6       | 6 (1) | 8      | 1       | 28    |
| 75 kg  | 5      | 6       | 7     | 9      | 1       | 28    |
| 81 kg  | 5      | 6       | 7     | 6 (1)  | 1       | 26    |
| 91 kg  | 2 (1)  | 4       | 2     | 6      | 1       | 16    |
| +91 kg | 2 (1)  | 4       | 2     | 6      | 1       | 16    |
| Total  | 52     | 54      | 56    | 78     | 10      | 250   |

( ) Cotas repartidas

### Peso Mosca-ligeiro
| Competição                                          | Vagas | Classificados |
| --------------------------------------------------- | ----- | --- |
| Campeonato da Série Mundial                         | 0     | |
| Campeonato Mundial de Boxe Amador Masculino de 2011 | 10    | CHN Zou Shiming KOR Shin Jong-Hun RUS David Ayrapetyan MGL Pürevdorjiin Serdamba THA Kaew Pongprayoon ESP José de la Nieve CUB Yosvany Veitia IND Devendro Singh PHI Mark Barriga FRA Jérémy Beccu |
| Evento Olímpico Qualificatório– África              | 6     | |
| Evento Olímpico Qualificatório– América             | 3     | |
| Evento Olímpico Qualificatório– Ásia                | 0     | |
| Evento Olímpico Qualificatório– Europa              | 5     | |
| Evento Olímpico Qualificatório– Oceania             | 1     | |
| Convidados                                          | 1     | |
| Total                                               | 26    | |

### Peso Mosca
| Competição                                          | Vagas | Classificados |
| --------------------------------------------------- | ----- | --- |
| Campeonato da Série Mundial                         | 0     | |
| Campeonato Mundial de Boxe Amador Masculino de 2011 | 9     | RUS Misha Aloyan GBR Andrew Selby USA Rau'shee Warren UZB Jasurbek Latipov AZE Elvin Mamishzade ITA Vincenzo Picardi IRL Michael Conlan CUB Robeisy Ramírez THA Chatchai Butdee |
| Evento Olímpico Qualificatório– África              | 6     | |
| Evento Olímpico Qualificatório– América             | 2     | |
| Evento Olímpico Qualificatório– Ásia                | 4     | |
| Evento Olímpico Qualificatório– Europa              | 3     | |
| Evento Olímpico Qualificatório– Oceania             | 1     | |
| Convidados                                          | 1     | |
| Total                                               | 26    | |

### Peso Galo
| Competição                                          | Vagas | Classificados |
| --------------------------------------------------- | ----- | --- |
| Campeonato da Série Mundial                         | 1     | KAZ Kanat Abutalipov |
| Campeonato Mundial de Boxe Amador Masculino de 2011 | 10    | CUB Lázaro Álvarez GBR Luke Campbell IRL John Joe Nevin TJK Anvar Yunusov BUL Detelin Dalakliev UZB Orzubek Shayimov RUS Sergey Vodopyanov USA Joseph Diaz ITA Vittorio Parrinello ALG Mohamed Amine Ouadahi |
| Evento Olímpico Qualificatório– África              | 5     | |
| Evento Olímpico Qualificatório– América             | 4     | |
| Evento Olímpico Qualificatório– Ásia                | 3     | |
| Evento Olímpico Qualificatório– Europa              | 4     | |
| Evento Olímpico Qualificatório– Oceania             | 1     | |
| Convidados                                          | 0     | |
| Total                                               | 28    | |

### Peso Leve
| Competição                                          | Vagas | Classificados |
| --------------------------------------------------- | ----- | --- |
| Campeonato da Série Mundial                         | 1     | FRA Rachid Azzedine |
| Campeonato Mundial de Boxe Amador Masculino de 2011 | 10    | UKR Vasyl Lomachenko CUB Yasniel Toledo ITA Domenico Valentino KAZ Gani Zhailauov HUN Miklós Varga UZB Fazliddin Gaibnazarov KOR Han Soon-Chul IND Jai Bhagwan BRA Robson Conceição THA Sailom Adi |
| Evento Olímpico Qualificatório– África              | 6     | |
| Evento Olímpico Qualificatório– América             | 4     | |
| Evento Olímpico Qualificatório– Ásia                | 1     | |
| Evento Olímpico Qualificatório– Europa              | 4     | |
| Evento Olímpico Qualificatório– Oceania             | 1     | |
| Convidados                                          | 1     | |
| Total                                               | 28    | |

### Peso Meio-médio-ligeiro
| Competição                                          | Vagas | Classificados |
| --------------------------------------------------- | ----- | --- |
| Campeonato da Série Mundial                         | 0     | |
| Campeonato Mundial de Boxe Amador Masculino de 2011 | 10    | BRA Éverton Lopes UKR Denys Berinchyk GBR Tom Stalker ITA Vincenzo Mangiacapre AZE Heybatulla Hajialiyev IND Manoj Kumar HUN Gyula Káté MGL Uranchimegiin Mönkh-Erdene SWE Anthony Yigit ESP Jonathan Alonso |
| Evento Olímpico Qualificatório– África              | 6     | |
| Evento Olímpico Qualificatório– América             | 5     | |
| Evento Olímpico Qualificatório– Ásia                | 4     | |
| Evento Olímpico Qualificatório– Europa              | 1     | |
| Evento Olímpico Qualificatório– Oceania             | 1     | |
| Convidados                                          | 1     | |
| Total                                               | 28    | |

### Peso Meio-médio
| Competição                                          | Vagas | Classificados |
| --------------------------------------------------- | ----- | --- |
| Campeonato da Série Mundial                         | 0     | |
| Campeonato Mundial de Boxe Amador Masculino de 2011 | 10    | UKR Taras Shelestyuk KAZ Serik Sapiyev LTU Egidijus Kavaliauskas IND Vikas Krishan Yadav USA Errol Spence GBR Fred Evans RUS Andrey Zamkovoy MDA Vasili Belous FRA Alexis Vastine JPN Yasuhiro Suzuki |
| Evento Olímpico Qualificatório– África              | 6     | |
| Evento Olímpico Qualificatório– América             | 5     | |
| Evento Olímpico Qualificatório– Ásia                | 3     | |
| Evento Olímpico Qualificatório– Europa              | 2     | |
| Evento Olímpico Qualificatório– Oceania             | 1     | |
| Convidados                                          | 1     | |
| Total                                               | 28    | |

### Peso Médio
| Competição                                          | Vagas | Classificados |
| --------------------------------------------------- | ----- | --- |
| Campeonato da Série Mundial                         | 1     | AZE Soltan Migitinov |
| Campeonato Mundial de Boxe Amador Masculino de 2011 | 10    | UKR Evhen Khytrov JPN Ryota Murata BRA Esquiva Florentino ROU Bogdan Juratoni IRL Darren O'Neill KAZ Danabek Suzhanov SRB Aleksandar Drenovak ARM Andranik Hakobyan HUN Zoltán Harcsa GER Stefan Härtel |
| Evento Olímpico Qualificatório– África              | 5     | |
| Evento Olímpico Qualificatório– América             | 5     | |
| Evento Olímpico Qualificatório– Ásia                | 5     | |
| Evento Olímpico Qualificatório– Europa              | 1     | |
| Evento Olímpico Qualificatório– Oceania             | 1     | |
| Convidados                                          | 0     | |
| Total                                               | 28    | |

### Peso Meio-pesado
| Competição                                          | Vagas | Classificados |
| --------------------------------------------------- | ----- | --- |
| Campeonato da Série Mundial                         | 1     | ALG Abdelhafid Benchabla |
| Campeonato Mundial de Boxe Amador Masculino de 2011 | 10    | CUB Julio César la Cruz KAZ Adilbek Niyazymbetov RUS Egor Mekhontsev UZB Elshod Rasulov UKR Oleksandr Gvozdyk AUS Damien Hooper CHN Meng Fanlong IRI Ehsan Rouzbahani GER Enrico Kölling COL Jeysson Monroy |
| Evento Olímpico Qualificatório– África              | 4     | |
| Evento Olímpico Qualificatório– América             | 4     | |
| Evento Olímpico Qualificatório– Ásia                | 3     | |
| Evento Olímpico Qualificatório– Europa              | 3     | |
| Evento Olímpico Qualificatório– Oceania             | 0     | |
| Convidados                                          | 1     | |
| Total                                               | 26    | |

### Peso Pesado
| Competição                                          | Vagas | Classificados |
| --------------------------------------------------- | ----- | --- |
| Campeonato da Série Mundial                         | 1     | ITA Clemente Russo                                                                                                  |
| Campeonato Mundial de Boxe Amador Masculino de 2011 | 6     | UKR Oleksandr Usyk AZE Teymur Mammadov BLR Siarhei Karneyeu CHN Wang Xuanxuan RUS Artur Beterbiyev CUB José Larduet |
| Evento Olímpico Qualificatório– África              | 2     | |
| Evento Olímpico Qualificatório– América             | 3     | |
| Evento Olímpico Qualificatório– Ásia                | 1     | |
| Evento Olímpico Qualificatório– Europa              | 1     | |
| Evento Olímpico Qualificatório– Oceania             | 1     | |
| Convidados                                          | 1     | |
| Total                                               | 16    | |

### Peso Super-pesado
| Competição                                          | Vagas | Classificados |
| --------------------------------------------------- | ----- | --- |
| Campeonato da Série Mundial                         | 0     | |
| Campeonato Mundial de Boxe Amador Masculino de 2011 | 6     | AZE Magomedrasul Majidov GBR Anthony Joshua GER Erik Pfeifer KAZ Ivan Dychko CUB Erislandy Savón ITA Roberto Cammarelle |
| Evento Olímpico Qualificatório– África              | 2     | |
| Evento Olímpico Qualificatório– América             | 3     | |
| Evento Olímpico Qualificatório– Ásia                | 1     | |
| Evento Olímpico Qualificatório– Europa              | 2     | |
| Evento Olímpico Qualificatório– Oceania             | 1     | |
| Convidados                                          | 1     | |
| Total                                               | 16    | |

## Feminino
| Peso  | África | América | Ásia | Europa | Oceania | Total |
| ----- | ------ | ------- | ---- | ------ | ------- | ----- |
| 51 kg |        |         |      |        |         |       |
| 60 kg |        |         |      |        |         |       |
| 75 kg |        |         |      |        |         |       |
| Total | 5      | 8       | 8    | 12     | 3       | 36    |

### Peso Mosca
| Competição                                         | Vagas | Classificados |
| -------------------------------------------------- | ----- | ------------- |
| Campeonato Mundial de Boxe Amador Feminino de 2012 | 8*    |               |
| País sede / Convidados                             | **    |               |

### Peso Leve
| Competição                                         | Vagas | Classificados |
| -------------------------------------------------- | ----- | ------------- |
| Campeonato Mundial de Boxe Amador Feminino de 2012 | 8*    |               |
| País sede / Convidados                             | **    |               |

### Peso Meio pesado
| Competição                                         | Vagas | Classificados |
| -------------------------------------------------- | ----- | ------------- |
| Campeonato Mundial de Boxe Amador Feminino de 2012 | 8*    |               |
| País sede / Convidados                             | **    |               |